# دائما نحب (مسلسل)
دائما نحب هو مسلسل عراقي عرض في عام 1985.

## الممثلون
- خليل شوقي
- آسيا كمال
- نزار السامرائي
- عواطف السلمان
- فوزية حسن
- ستار خضير
- عبد الستار البصري
- التفات عزيز
- ليلى محمد
- بهجت الجبوري
- عبد الجبار كاظم

## روابط الخارجية
- دائما نحب على موقع قاعدة بيانات الأفلام العربية